# Chociwel (gmina)

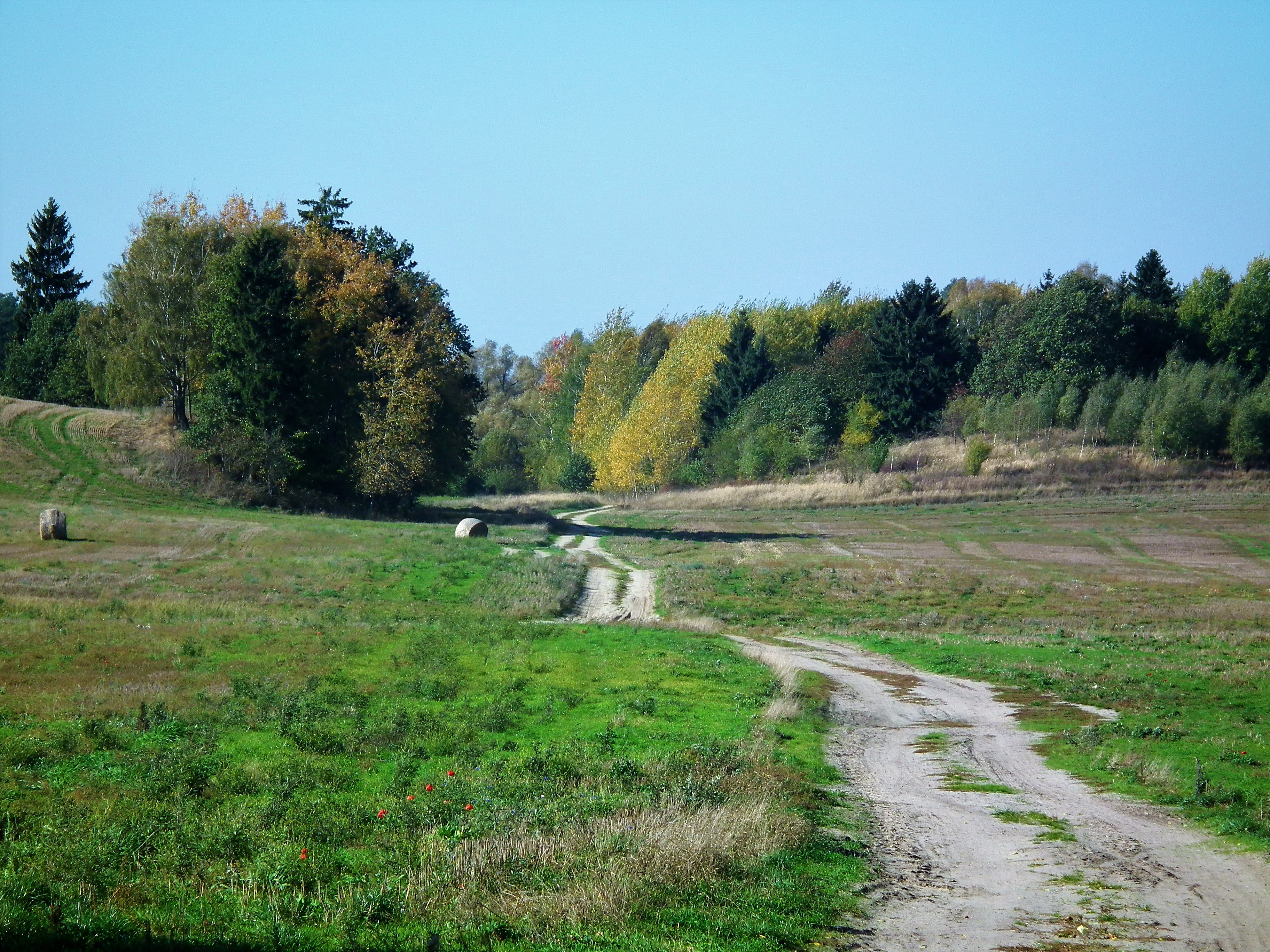
Krajobraz gminy w okolicy Starzyc

Gmina Chociwel – gmina miejsko-wiejska, która położona jest w północno-wschodniej części powiatu stargardzkiego. Siedzibą gminy jest miasto Chociwel.
Sąsiednie gminy:
- Dobrzany, Ińsko, Marianowo i Stara Dąbrowa (powiat stargardzki)
- Maszewo (powiat goleniowski)
- Dobra i Węgorzyno (powiat łobeski)

Do 31 XII 1998 r. wchodziła w skład województwa szczecińskiego.
Miejsce w województwie (na 114 gmin):

powierzchnia 68., ludność 62.
Gmina stanowi 10,6% powierzchni powiatu.

## Demografia
Dane z 30 czerwca 2004:
| Opis                              | Ogółem | Ogółem | Kobiety | Kobiety | Mężczyźni | Mężczyźni |
| --------------------------------- | ------ | ------ | ------- | ------- | --------- | --------- |
| jednostka                         | osób   | %      | osób    | %       | osób      | %         |
| populacja                         | 6132   | 100    | 3069    | 50      | 3063      | 50        |
| gęstość zaludnienia (mieszk./km²) | 38,2   | 38,2   | 19,1    | 19,1    | 19,1      | 19,1      |

Gminę zamieszkuje 5,1% ludności powiatu.
Około 53% całej liczby ludności gminy mieszka w mieście Chociwel.
- Piramida wieku mieszkańców gminy Chociwel w 2014 roku[1].

## Przyroda i turystyka
Gmina Chociwel położona jest w środkowej części powiatu stargardzkiego w mezoregionie Pojezierza Ińskiego należącego do makroregionu Pomorza Zachodniego. Wschodnia część gminy położona jest na terenie Ińskiego Parku Krajobrazowego. Powierzchnia parku w granicach gminy wynosi 2585 ha, powiększa ją otulina licząca 4332 ha. Pojezierze Ińskie należy do wyróżniających się regionów pod względem przyrodniczym. Występuje tu duża koncentracja zróżnicowanych komponentów środowiska przyrodniczego tworzących malowniczy i stosunkowo mało przekształcony przez człowieka krajobraz pojezierny, która stanowi jeden z najciekawszych regionów województwa. Chociwel jest malowniczo usytuowany nad jeziorem Starzyc o charakterystycznym półksiężycowym kształcie. Na jej bogactwo przyrodnicze składają się liczne morenowe wzniesienia, lasy, jeziora i oczka wodne oraz fragment Ińskiego Parku Krajobrazowego. Na terenie gminy występują jeziora polodowcowe przeważnie typu rynnowego, jeziora Starzyca i Kamienny Most z pływającymi wyspami. Gmina na północnym wschodzie graniczy też z jeziorem Woświn, jednym z większych w województwie. Tereny leśne zajmują 34% powierzchni gminy, a użytki rolne 56%.
Turystyka odgrywa niewielką rolę w gospodarce gminy (1 obiekt turystyczny z 43 miejscami noclegowymi całorocznymi oraz 24 miejscami noclegowymi w domkach letniskowych z wypożyczalnią sprzętu wodnego nad jeziorem Starzyc), choć jej walory predysponują ją do rozwoju tej branży gospodarki. Podstawowe funkcje gospodarcze gminy to rolnictwo, przemysł i usługi.
Regionalnym produktem kulinarnym jest chleb wiejski wojenny.

## Komunikacja
Przez gminę prowadzą droga krajowa nr 20 łącząca Chociwel ze Stargardem (26 km) i Węgorzynem (15 km) oraz wojewódzkie nr 144 do Dobrej (14 km), a przy południowo-zachodniej granicy także nr 142 łącząca Lisowo (5 km od Chociwla) ze skrzyżowaniem z drogą krajową nr 3 koło Szczecina (36 km).
Chociwel uzyskał połączenie kolejowe w 1859 r. po wydłużeniu linii Szczecin-Stargard do Koszalina, 11 lat później zbudowano dalszą część do Gdańska. W 1986 r. linia ta została zelektryfikowana. Przez północną część prowadzi wąskotorowa linia kolejowa ze Stargardu do Dobrej zbudowana w 1895 r., zamknięta w 2001 r. Obecnie na linii normalnotorowej czynne są 2 stacje: Chociwel i Lisowo.
W gminie czynny jest 1 urząd pocztowy: Chociwel (nr 73-120).

## Administracja
W 2016 r. wykonane wydatki budżetu gminy Chociwel wynosiły 20,9 mln zł, a dochody budżetu 21,7 mln zł. Zobowiązania samorządu (dług publiczny) według stanu na koniec 2016 r. wynosiły 2,5 mln zł, co stanowiło 11,4% poziomu dochodów.

## Miejscowości
MiastaChociwel (miasto od 1338 r.)
Sołectwa gminy ChociwelBobrowniki, Bród, Długie, Kamienny Most, Kania, Karkowo, Lisowo, Lublino, Oświno, Starzyce i Wieleń Pomorski.
Miejscowości w sołectwachChociwel-Wieś, Kamionka, Kania Mała, Mokrzyca, Płątkowo, Pieczonka, Radomyśl, Sątyrz Pierwszy, Sątyrz Drugi, Spławie, Zabrodzie